# Wierzchosława Ludmiła

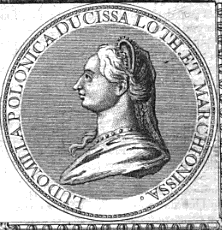
Von Augustin Calmet, 1748

Wierzchosława Ludmiła (* vor 1152; † 1223) war eine polnische Prinzessin und Herzogin von Lothringen. Sie entstammte dem Adelsgeschlecht der großpolnischen Piasten und heiratete in das Geschlecht der Châtenois ein.

## Leben
Wierzchosława Ludmiła war eine Tochter von Seniorherzog Mieszko III. von Großpolen († 1202) und Elisabeth von Ungarn. 
Zu ihren Geschwistern zählten: 
- Odon (Otto)
- Stefan
- Judith
- Elisabeth

Zu ihren Halbgeschwistern zählten:
- Bolesław
- Mieszko der Jüngere
- Anastasia
- Salomea
- Wladyslaw III. Dünnbein

Sie schuf die Verbindung Großpolens mit Künstlern aus Lothringen, die die Gnesener Bronzetür in der Kathedrale von Gniezno schufen.

## Ehe und Familie
Wierzchosława Ludmiła heiratete 1166 Friedrich I. von Lothringen. Unter ihren 13 Kindern waren:
- Friedrich II. (Ferry), Herzog von Lothringen, † 1213; ⚭ Agnes von Bar, Tochter von Theobald I., Graf von Bar und Graf von Luxemburg, † 1226
- Matthäus, † 1217, 1198 bis um 1207 Elekt von Toul
- Heinrich, Herr von Bayon – Nachkommen † 1667
- Dietrich, Herr von Autigny (Thierry le Diable) – Nachkommen: das Haus Chasteler und das Haus du Châtelet
- Philipp, † vor 1240, Herr von Gerbéviller
- Judith, † nach 1242; ⚭ Heinrich III. Graf von Salm, † 1246 (Wigeriche)
- Kunigunde, † vor 1213; ⚭ Walram IV., Herzog von Limburg, † 1226
- Hedwig, † nach 1228; ⚭ Heinrich I., Graf von Zweibrücken, † 1228
- Tochter, 1209–1233 Äbtissin von Remiremont
- Agathe, † 1242, 1232 Äbtissin von Remiremont